# Bärenbadalm (Thiersee)
Die Bärenbadalm ist eine Alm im Mangfallgebirge im Gemeindegebiet von Thiersee in Tirol.
Die Alm liegt auf der Südseite des Westgipfels des Hinteren Sonnwendjochs in einem Almkessel.
Sie ist über eine Forststraße von der Ackernalm aus erreichbar und auch für Radfahrer zugänglich.